# Pausanias Ier
Pour les articles homonymes, voir Pausanias.

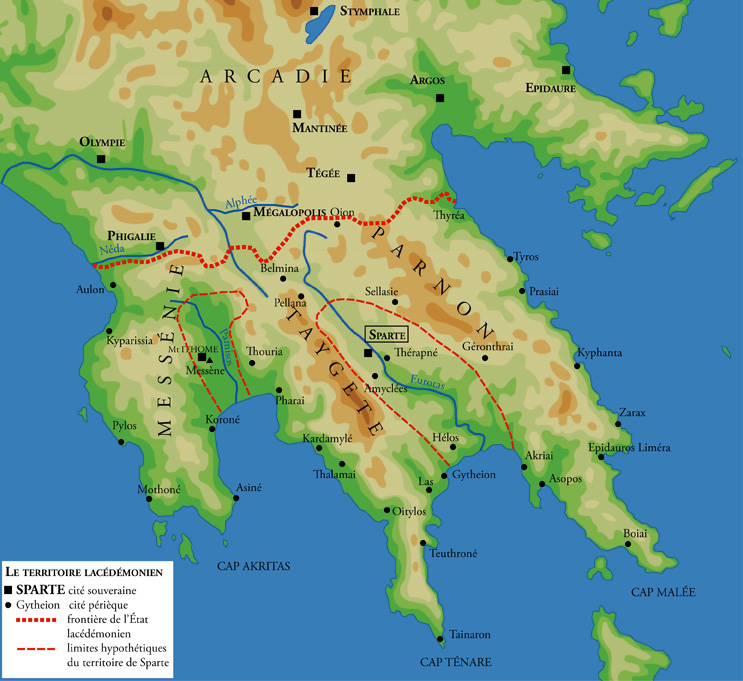
Carte de Sparte

Pausanias Ier est roi de Sparte ayant régné de 408 à 394 av. J.-C.

## Biographie
Pausanias appartient à la famille royale des Agiades. Il est le petit-fils du général Pausanias et le fils du roi Pleistoanax. Il règne sur Sparte conjointement avec Agis II de 409 à 398 puis avec le frère de celui-ci, Agésilas II de 398 à 394.
Il commande les opérations militaires en Attique à la fin de la guerre du Péloponnèse et s'oppose à Lysandre car il est partisan d'une politique modérée à l'égard d'Athènes. Mis en jugement, à son retour à Sparte il est acquitté. Plus tard il connaît un échec contre Thèbes et meurt vers 380 en exil.
Il est le père de deux rois de Sparte, Agésipolis Ier et Cléombrote II.